# 1026
1026 (MXXVI) fue un año común comenzado en sábado del calendario juliano.

## Acontecimientos
- 10 de mayo - en Córdoba entran los generales amiríes Muyahid y Jairán.
- En Milán (actual Italia), el arzobispo Ariberto corona a Conrado II como rey de Italia.
- En Venecia (actual Italia), Pietro Barbolano llega a ser dogo (gobernador) de esa región.
- En Baviera (actual Alemania), Enrique VI (más tarde Enrique III del Sacro Imperio Romano) es coronado duque de Baviera.
- En el sur de la India se crea el Imperio joisala.

## Nacimientos
- Nripa Kama II, rey indio.